# Cheiracanthium jabalpurense
Cheiracanthium jabalpurense là một loài nhện trong họ Miturgidae.
Loài này thuộc chi Cheiracanthium. Cheiracanthium jabalpurense được miêu tả năm 1991 bởi Majumder & Benoy Krishna Tikader.